# Pragmatismus

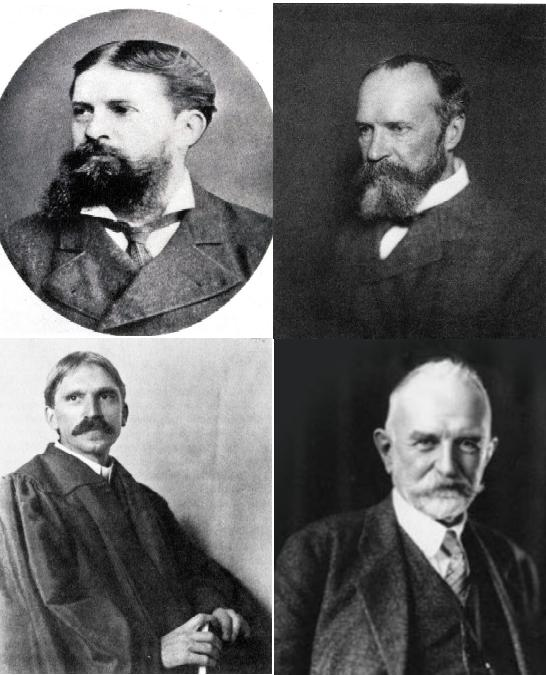
Die Gründerväter des Pragmatismus von oben nach unten und von links nach rechts: Charles Sanders Peirce, William James, John Dewey, George Herbert Mead

Der Ausdruck Pragmatismus (von altgriechisch πρᾶγμα pragma „Handlung“, „Sache“) bezeichnet umgangssprachlich ein Verhalten, das sich nach situativen Gegebenheiten richtet, wodurch das praktische Handeln über die theoretische Vernunft gestellt wird.
Im Unterschied dazu geht die philosophische Tradition des Pragmatismus davon aus, dass der Gehalt einer Theorie oder eines Konzepts von deren praktischen Verwendungen und Konsequenzen her bestimmt werden soll (Pragmatische Maxime). Daher lehnen Pragmatisten unveränderliche Prinzipien ab.

## Überblick
Eingeführt wurde der Begriff „Pragmatismus“ im Jahr 1898 in Nordamerika in einer Vorlesung durch William James, der dabei jedoch ausdrücklich Charles Sanders Peirce als den Begründer dieser Philosophie anführte und dazu auf dessen Veröffentlichungen aus dem Jahr 1878 verwies. Die Arbeiten von Peirce und James wurden im Anschluss von John Dewey und George Herbert Mead fortgeführt.
Die Ideen von Dewey und Mead bilden auch Grundlagen für die Chicago School of Sociology. Dem Pragmatismus zufolge sind es die praktischen Konsequenzen und Wirkungen einer lebensweltlichen Handlung oder eines natürlichen Ereignisses, die die Bedeutung eines Gedankens bestimmen. Dabei ist das menschliche Wissen für die Pragmatisten grundsätzlich fehlbar (Fallibilismus). Entsprechend wird die Wahrheit einer Aussage oder Meinung (Überzeugung) aufgrund der erwarteten oder möglichen Ergebnisse einer Handlung bestimmt. Die menschliche Praxis wird als ein Fundament auch der theoretischen Philosophie (also insb. der Erkenntnistheorie und Ontologie) verstanden, da vorausgesetzt wird, dass auch das theoretische Wissen der praktischen Arbeit mit den Dingen entspringt und auf diese angewiesen bleibt. In den philosophischen Grundgedanken bestehen zwischen den Positionen der einzelnen Pragmatisten erhebliche Unterschiede, die die Gemeinsamkeiten eher in der pragmatischen Methode als in einem einheitlichen theoretischen Gebäude sahen.
Zahlreiche Grundbegriffe der systematischen Philosophie wurden dieser pragmatischen Auffassung gemäß neu interpretiert, darunter der Begriff der Wahrheit; das Forschungsprogramm des Pragmatismus wurde auf verschiedene Problemzusammenhänge und praktische Kontexte angewendet, darunter auf die Demokratietheorie, die Pädagogik oder die Religion. Nachdem der Pragmatismus in den ersten Jahrzehnten des 20. Jahrhunderts weniger einflussreich war, verstehen sich seit den 1970er-Jahren einige Philosophen dezidiert in der Tradition des klassischen amerikanischen Pragmatismus, darunter Richard Rorty, Hilary Putnam und Robert Brandom sowie mit stärkerem Bezug auf Peirce, Nicholas Rescher und Susan Haack. In den Sozialwissenschaften gilt Hans Joas als prominenter Vertreter des Neopragmatismus.
Peirce distanzierte sich jedoch in der Folge deutlich von den Entwicklungen der pragmatistischen Philosophie und nannte sein philosophisches Konzept fortan Pragmatizismus. In einem Brief begründete er die Unterscheidung, dass unter Pragmatismus nunmehr die Philosophie von F. C. S. Schiller, James, John Dewey, Josiah Royce und anderen zu fassen sei. Vor allem wandte er sich gegen die relativistische Nützlichkeitsphilosophie, die von vielen Pragmatisten als Grundprinzip der Wahrheit mit dem Pragmatismus gelehrt wurde (zum Beispiel Wahrheit als Cash Value bei William James). Durch die zusätzliche Silbe werde die Bedeutung genauer gekennzeichnet. Peirce wandte sich gegen „lockere Schreiber“, die von ihm eingeführte Begriffe außerhalb ihrer ursprünglichen theoretischen Zusammenhänge verwendeten. Im Hintergrund dieser Abgrenzung standen u. a. seine wissenschaftsphilosophischen Überzeugungen.

## Entwicklung

### Klassischer (angelsächsischer) Pragmatismus

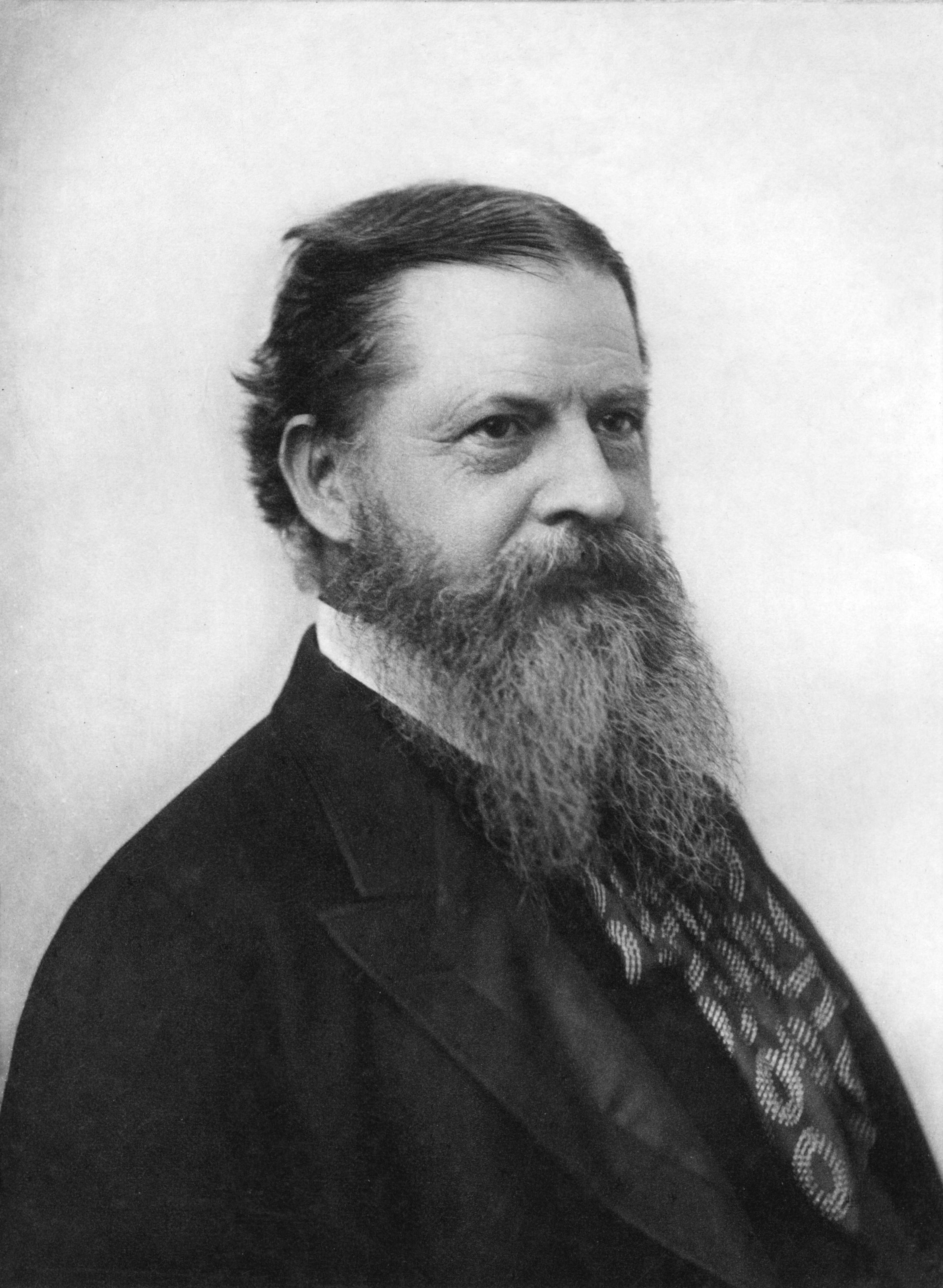
Charles Sanders Peirce (1839–1914)

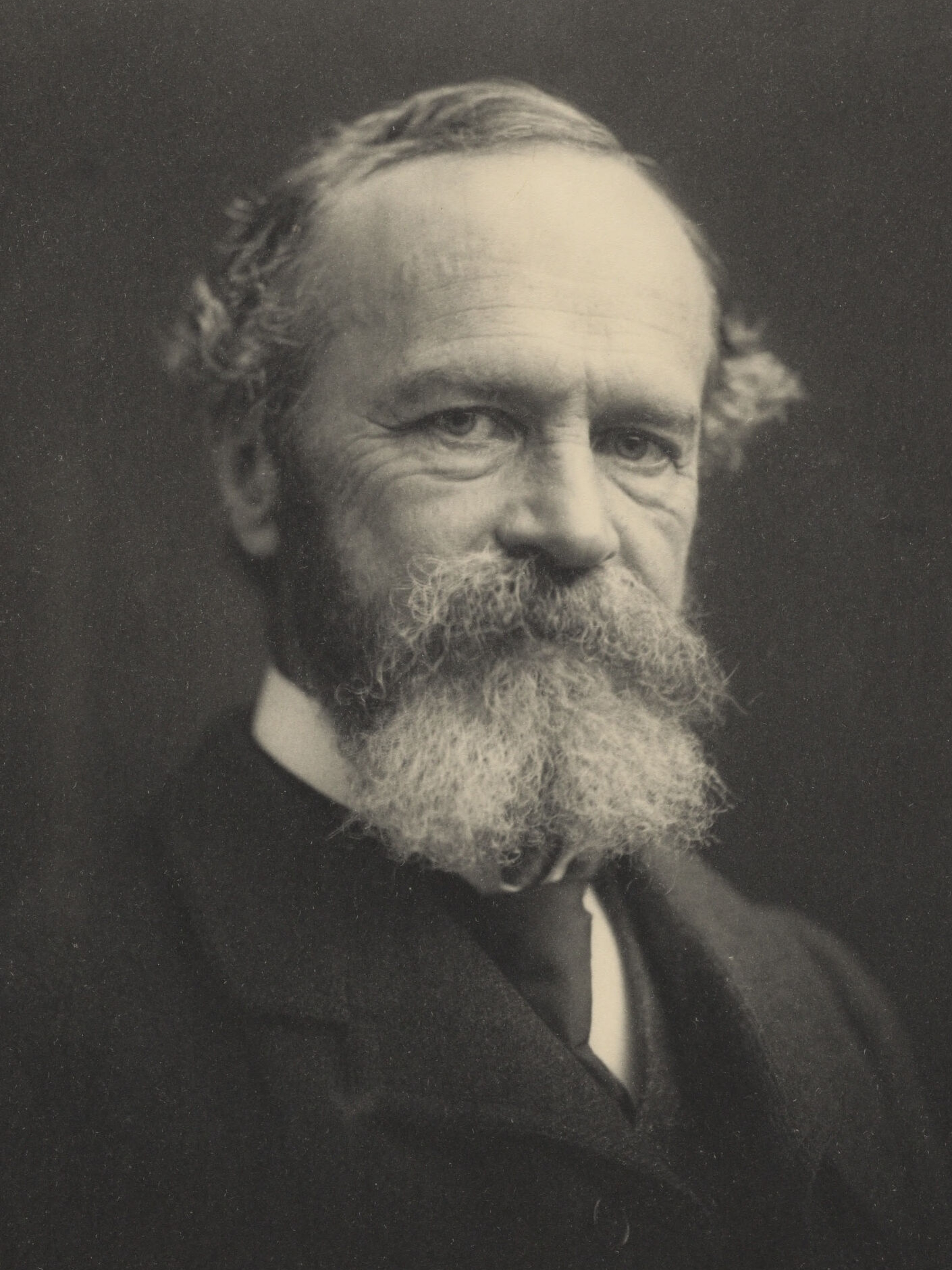
William James (1842)

Nach den Ansichten der Pragmatisten beziehen sich alle Urteile, Anschauungen, Vorstellungen, Begriffe u. a. auf jeweils handelnde Menschen. Der Pragmatismus von Peirce war vor allem darauf gerichtet, eine Theorie der Bedeutung zu entwickeln. Als zentrale pragmatische Maxime kann Peirces Forderung gelten, Vorstellungen aller Art im Hinblick auf ihre möglichen praktischen Wirkungen zu beurteilen. Diese Forderung richtet sich vor allem gegen einen erkenntnistheoretischen Fundamentalismus und dessen Behauptung, durch Intuition oder Introspektion seien unmittelbare Erkenntnisse möglich. Ebenso lehnt Peirce eine rationalistische Letztbegründung ab, die sich auf die Selbstgewissheit des Ichs beruft, als auch die empiristische Ansicht, dass Erkenntnis allein der Sinneswahrnehmung entstamme. Vielmehr liegt alles Erkannte schon immer im Bewusstsein symbolhaft vor und kann daher auch fehlgedeutet werden.
Als Methode zur Wissensvermehrung schlägt Peirce vor, nur noch dasjenige als Wissen zu akzeptieren, das anhand von Experimenten intersubjektiv nachprüfbar ist bzw. nachgeprüft wurde. Damit einher geht die Forderung, alles Wissen so zu formulieren, dass daraus unmittelbar klar wird, „was man tun muss“, um diese oder jene Aussage zu prüfen. Peirce geht weiterhin davon aus, dass eine Forschergemeinschaft im Laufe der Geschichte durch ständiges Gegenprüfen ihrer Ergebnisse schrittweise zu einem besseren Wissen über die Welt kommt.
„Andererseits sind alle Vertreter der Wissenschaft von der frohen Hoffnung getragen, dass die Prozesse der Forschung, wenn sie nur weit genug voran getrieben werden, zu jeder Frage, auf die sie angewendet werden, eine sichere Lösung ergeben werden. […] Sie mögen zuerst unterschiedliche Ergebnisse erhalten, aber wenn jeder seine Methoden und Prozesse perfektioniert, wird man feststellen, dass die Ergebnisse sich stetig auf ein vorbestimmtes Zentrum hinbewegen. Dies gilt für alle wissenschaftliche Forschung. Unterschiedliche Geister mögen mit äußerst gegensätzlichen Ansichten beginnen, aber der Fortschritt der Untersuchungen bringt sie durch eine außer ihnen liegende Kraft zu ein und derselben Schlussfolgerung. Diese Aktivität des Denkens, die uns nicht dahin bringt, wohin wir wollen, sondern zu einem vorherbestimmten Ziel, ist wie ein Wirken des Schicksals. […] Die Meinung, der alle Forscher schicksalhaft am Ende zustimmen müssen, ist das, was wir mit Wahrheit meinen, und der Gegenstand, der durch diese Meinung repräsentiert wird, ist das Reale.“ (CP 5.407)
Peirce vertrat demnach eine „Konvergenztheorie der Wahrheit“, die in einem fiktiven unendlich entfernten Zeitpunkt in der Zukunft in eine Korrespondenz des Gedachten mit der Realität mündet. Bis dahin ist alle Erkenntnis fallibel. Für Peirce war zwar die Intersubjektivität eine Voraussetzung der Wahrheit. Die oftmals hergestellte Verbindung von Peirce mit einer Konsenstheorie der Wahrheit ist hier aber nicht zu erkennen.

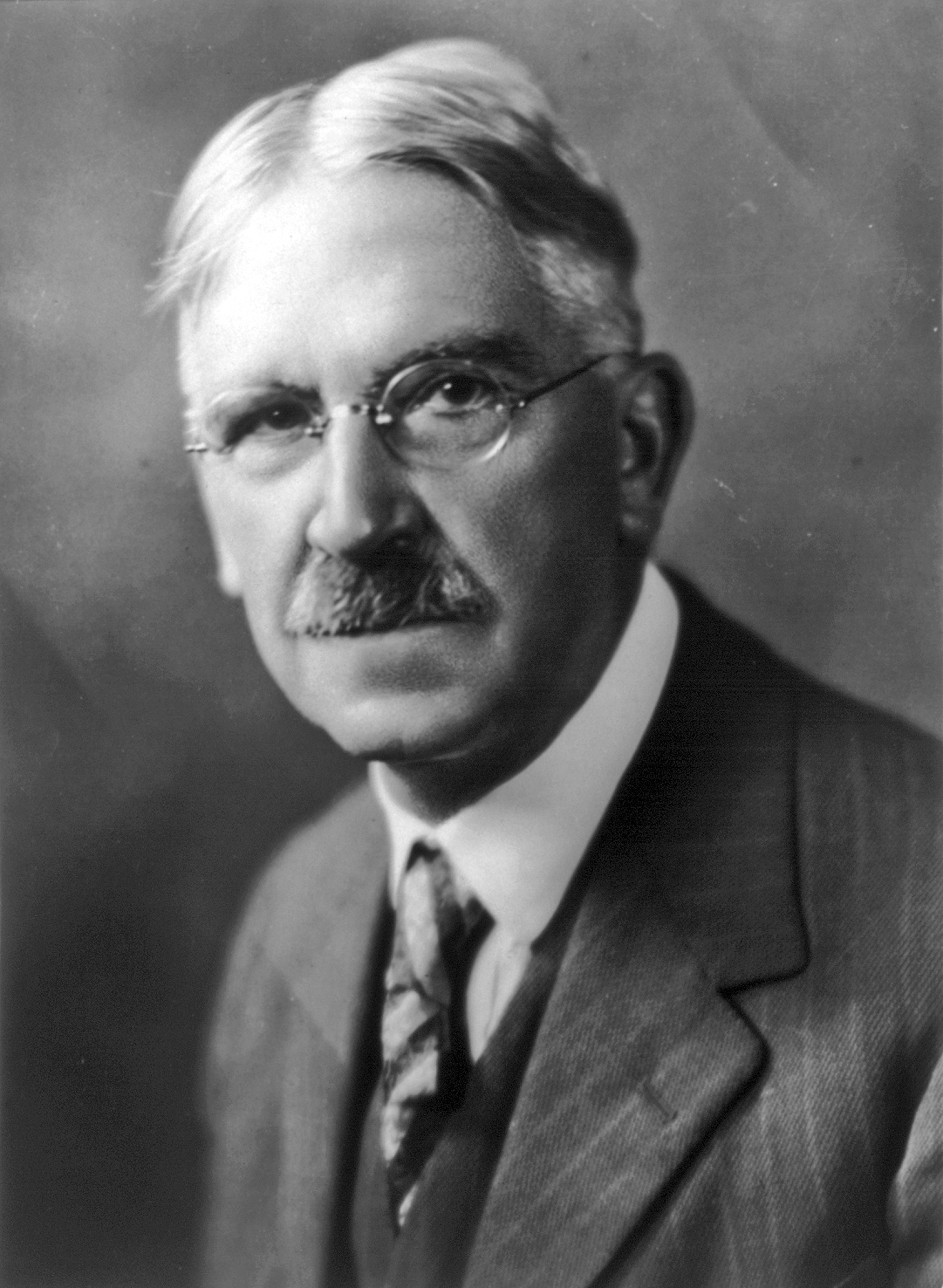
John Dewey (1859–1952)

Dieses Konzept der Wahrheitsfindung wurde durch William James in Richtung Relevanz für das menschliche Handeln verschoben. Aufgrund verschiedener Missverständnisse, die seine Wahrheitskonzeption in die Nähe des Utilitarismus rückten, hat er hierzu einen gesonderten Aufsatz verfasst. James akzeptiert als Grundlage die Korrespondenztheorie der Wahrheit:
„Wahrheit ist, wie jedes Wörterbuch Ihnen sagt, eine Eigenschaft gewisser Vorstellungen. Sie bedeutet soviel als ‚Übereinstimmung‘ mit der Wirklichkeit, ebenso wie Falschheit Nichtübereinstimmung mit der Wirklichkeit bedeutet.“
Eine solche Definition reichte ihm aber nicht aus. Insbesondere ist für ihn als Pragmatisten die Vorstellung eines Abbilds der Wirklichkeit nicht hinreichend. Wahrheit als ein theoretisches Konstrukt hat keine praktische Relevanz. Ihn interessierte die Frage, was es bedeutet, dass eine Vorstellung oder ein Urteil wahr ist:
„[…] welcher konkrete Unterschied wird im wirklichen Leben eines Menschen bewirkt? Wie wird die Wahrheit erlebt werden? Welche Erfahrungen werden anders sein, als sie wären, wenn jenes Urteil falsch wäre? Was ist, kurz gesagt, der Barwert der Wahrheit, wenn wir sie in diese Erfahrungsmünze umrechnen? […] Wahre Vorstellungen sind solche, die wir uns aneignen, die wir geltend machen, in Kraft setzen und verifizieren können. Falsche Vorstellungen sind solche, bei denen dies alles nicht möglich ist.“
Ob etwas wahr ist, zeigt sich für James erst in der Praxis. Wahrheit ist ein Geschehen, in dem sich Vorstellungen in der Praxis bewähren und welches mit bereits bewährten Erfahrungen konsistent ist. Wahr sind Ideen, die „funktionieren“ und Arbeit sparen: „Ideas […] become true just in so far as they help us to get into satisfactory relations with other parts of our experience. […] Any idea is true for just so much, true in so far forth, true instrumentally.“
Wahres Wissen ist also immer auch erfahrungsbasiert und verspricht die Befriedigung von Handlungsabsichten. In dieser Form wurde der Pragmatismus dann auch einem breiteren Publikum bekannt, was vor allem in Europa zu breiter Ablehnung geführt hat, weil der Pragmatismus mit einer reinen Nützlichkeitstheorie gleichgesetzt wurde.
Weitere an den frühen Pragmatismus anknüpfende Strömungen sind der auf Dewey zurückgehende Instrumentalismus, die eigene, eher skeptische Position von F. C. S. Schiller, die dieser selbst Humanismus nannte, der Operationalismus Bridgmans, sowie die behavioristische Psychologie, die ebenfalls introspektive Methoden ablehnt und sich allein auf das beobachtbare Verhalten ihrer Untersuchungsobjekte konzentriert. Insbesondere Dewey hat wichtige Beiträge zur praktischen Philosophie, vor allem zur Theorie der Erziehung und zur Demokratietheorie geleistet. Charles W. Morris, ein Schüler von George Herbert Mead, hat in Anlehnung an Peirce eine eigene Theorie der Semiotik entwickelt.

### Neopragmatismus
Neuen Schwung erhielt der Pragmatismus durch Willard Van Orman Quine, der ihn hierzu mit dem Instrumentalismus und Holismus Duhems verbindet. Duhem ging davon aus, dass alle Theorien „Ganzheiten“ darstellen, d. h. ihre einzelnen Sätze beziehen sich immer auf ein Gesamtkonzept, aus dem sie nicht ohne Sinnverlust herausgelöst werden können. Damit sind aber auch alle experimentellen Überprüfungen selbst wieder theoriebeladen, liefern also kein Wissen, das von den vorangehenden Ansichten des Experimentators gänzlich unabhängig wäre – auch das Ergebnis eines Experiments muss ja interpretiert werden. Quine kommt daher zu dem Urteil, dass Begriffe nicht einfach anhand von Experimenten verifiziert werden können, da ihre Bedeutung nur im Gesamtzusammenhang der Theorie verständlich ist. Diese Theorie ist aber eine von einer Forschungsgemeinschaft getragene Meinung, die auf deren Konventionen zurückgeht.
Gemeinsam ist den darauf folgenden neopragmatischen Theorien seit den 1970er Jahren, dass sie von einer dynamischen Erkenntnistheorie ausgehen, die den Ursprung des Wissens vor allem an der Methode von Versuch und Irrtum festmacht (trial and error). Zu den wichtigsten Autoren zählen Robert Brandom, Hilary Putnam und vor allem Richard Rorty, der den linguistic turn nachvollzieht. Wahrheit ist für Rorty nur im Rahmen von Sprache zu betrachten; diese sei ein Werkzeug, ein Metaphernsystem, das wie andere Werkzeuge auch nur der Glücksmaximierung bzw. der Vermeidung von Leid diene. In Deutschland können u. a. Hans Joas und Mike Sandbothe als Vertreter des Neopragmatismus gelten.

### Gesamtschau
Wie bei anderen philosophischen Strömungen ergeben sich für die einzelnen Positionen einige grundlegende Gemeinsamkeiten in den Auffassungen, bei der Betrachtung der Einzelheiten zum Teil jedoch erhebliche Unterschiede. So vertraten Peirce und Royce idealistische Positionen, während James, Schiller und Dewey als Empiristen einzustufen sind. Quine vertrat eine stark analytische und zugleich skeptische Position, während Rorty vorwiegend mit einer relativistischen Haltung verbunden wird. Putnam wiederum vertritt eine Philosophie mit größerer Nähe zu Peirce und James, hat aber zugleich ein erhebliches Gewicht in der Diskussion zur neueren Philosophie des Geistes.

## Pragmatismus und Rezeption in Deutschland

### Immanuel Kant
In der deutschen Philosophie hat bereits Kant eine Anthropologie in pragmatischer Hinsicht verfasst. Er trennt dabei das praktische Sollen vom Pragmatischen, das dem Sein zugehöre. Der moralische Imperativ sei eine Frage der reinen praktischen Vernunft; der pragmatische Imperativ falle hingegen in den Bereich der empirischen Naturlehre (vgl. MdS, A 12).

### Frühe Rezeptionen
Als der angelsächsische Pragmatismus Deutschland erreichte, wurde im gewöhnlichen Sprachgebrauch das Wort „Pragmatismus“ häufig gleichbedeutend für „Praktikalismus“ oder „Tagwursterei“ verwendet, was auch auf die Rezeption der philosophischen Strömung abfärbte, bzw. diese vorbelastete. In Deutschland wurde er vor allem zunächst in der von James vertretenen Form bekannt, durch die Übersetzung der Essay-Sammlung Der Wille zum Glauben (The Will to Believe, dt. 1899), es folgten 1906 Übersetzungen seiner Pragmatismusvorlesungen. 1911 erschienen F. C. S. Schillers Humanismus-Aufsätze.

### Max Scheler
Als wichtigster Rezipient dieser Zeit gilt Max Scheler, der seine Reaktion in Erkenntnis und Arbeit. Eine Studie über Wert und Grenzen des pragmatischen Motivs in der Erkenntnis der Welt festhielt. Auch sein Werk Die Wissensformen der Gesellschaft von 1926 steht noch unter diesem Einfluss. Scheler unterscheidet dort drei Wissensformen
- Arbeitswissen als das Wissen zur praktisch-technischen Beherrschung der Welt,
- Bildungswissen welches der Entfaltung der Persönlichkeit dient, und
- Erlösungswissen als „Teilhabe am Höchsten“.

Zustimmend äußert sich Scheler über den Pragmatismus als philosophische Erhellung des Arbeitswissens, wenn dieser die theoretischen Aussagen und Hypothesen der Wissenschaft in einen richtigen Zusammenhang mit dem handelnden Weltbezug setzt. Allerdings habe der Pragmatismus, so Scheler, den Fehler begangen, dieses Wissen als das einzig richtige auszuzeichnen; die extreme Dominanz des „Herrschafts-“ und „Leistungswissens“ sei zu kritisieren.

### Arnold Gehlen
Unter dem Eindruck Max Schelers setzte sich Arnold Gehlen in seinem anthropologischen Hauptwerk Der Mensch. Seine Natur und seine Stellung zur Welt mit dem Pragmatismus auseinander. Gehlen bezieht sich hierin positiv auf den pragmatischen Erkenntnisbegriff, laut dem der zu erkennende Gegenstand durch den Akt des Erkennens konstruiert wird oder genetisch entsteht. Zwar sei dieser Erkenntnisbegriff bereits in der klassischen europäischen Philosophie, etwa bei Aristoteles, Vico, Hobbes, Kant, Jacobi und Novalis, vorformuliert worden, wurde aber erst im Pragmatismus voll entwickelt. Gehlen verweist auf die Schriften James’ und Deweys, wenn er schreibt, "daß das Ziel des Denkens in der rationalen Sacherkenntnis nicht die Annäherung an eine schon bestehende Realität ist", sondern ein dynamisches Erkennen der möglichen Operationen, die man mit dem zu erkennenden Gegenstand ausführen kann.

### Max Horkheimer
Beeinflusst von Max Scheler kritisierte auch Max Horkheimer die Reduktion allen Wissens auf zweckrationales Handeln, das seine eigene Zielsetzung nicht mehr hinterfragt. In seiner Kritik der instrumentellen Vernunft von 1944 bezieht er vor allem gegen James und Dewey Stellung. Der Fehlschluss liegt für Horkheimer darin, dass die Methode der Naturwissenschaften allein aus Gründen des Erfolgs dieser Wissenschaften auf die gesamte Philosophie übertragen wurde. Dabei identifiziert er den Pragmatismus mit dem Positivismus. Er stellt außerdem eine Verbindung zwischen Pragmatismus und kapitalistisch-nutzenorientierter Wirtschaftsweise her. In diesem Sinne interpretierten auch marxistische Autoren wie Ernst Bloch, Adam Schaff und Georg Klaus den Pragmatismus als Ausdruck für das Interesse der US-amerikanischen Kapitalistenklasse.

### Gegenwärtiger Pragmatismus
Schwerpunkte gegenwärtiger pragmatischer bzw. pragmatistischer Ansätze in Deutschland bzw. im deutschen Sprachraum verbinden sich mit den Begriffen der Lebenswelt, mit Themen der Medienphilosophie sowie mit der Diskussion über Wahrheitstheorien (insbesondere Konsens- und Kohärenztheorie).
Zu den zeitgenössischen deutschen Vertretern pragmatistischer Ansätze zählen unter anderem Hans Joas und Mike Sandbothe, der insbesondere Themen der Medienphilosophie bearbeitet. Julian Nida-Rümelin plädiert für einen "pragmatischen Humanismus" und geht davon aus, dass „Am Ende allen Begründens [...] die praktizierte Lebensform als Ganzes“ steht. Ulrich Oevermann knüpft u. a. bei Mead und Peirce an, um eine „rekonstruktionslogisch“ vorgehende sozialwissenschaftliche Hermeneutik („Objektive Hermeneutik“) zu entwickeln und zur Anwendung zu bringen. Gunther Hellmann wendet die pragmatistische Verbindung von Erkenntnistheorie und Handlungstheorie auf das Feld der internationalen Politik an.
Während im sogenannten Neopragmatismus u. a. Anregungen aus der Philosophie der normalen Sprache und der Diskursanalyse aufgenommen werden, gibt es auch Ansätze, die stärker erkenntniskritisch bzw. transzendentalpragmatisch angelegt sind. Karl Czasny wartet z. B. mit Beiträgen zu einer „pragmatistischen Transzendentalphilosophie“ im Bereich der Subjektphilosophie und Philosophie der Physik auf. Michael Hampe knüpft entgegen weithin metaphysikkritischer Rezeptionen (z. B. bei Richard Rorty und über zumindest längere Phasen bei Hilary Putnam) an von ihm herausgearbeitete Aspekte des klassischen amerikanischen Pragmatismus (Peirce, Dewey, James, aber z. B. auch Whitehead) an, die den Erfahrungsbezug verbinden mit spekulativen und metaphysisch fundierten, insbesondere prozessmetaphysischen Konzepten.

### Pragmatik in der deutschen Rechtsphilosophie
Dietmar von der Pfordten betont für die Rechtsethik die „pragmatische Beziehung von Recht und Moral“. Norbert Horn bezieht in seiner Rechtsphilosophie die Religion mit ein und sieht für den Menschen drei Arten der Orientierung, „die Alltagsvernunft, die Wissenschaft und die Religion“.
Die Drei-Welten-Lehre in Sozial- und Rechtsphilosophie, die Axel Montenbruck vertritt, begreift das Pragmatische als eine dritte (humane) Welt, die die Welten des Sollens und des Seins verbindet. „Schon die Lebensnotwendigkeit zur pragmatischen, aber nur künstlichen Synthese von Sein und Sollen beschreibt das Grunddilemma des säkularen Menschen.“

## Anmerkung
1. ↑  Mit pragmatischem Handeln wird gelegentlich beschönigend auch umschrieben, dass der Zweck die Mittel heilige.